# Wild 2
Komet 81P/Wild, znan tudi kot Wild 2, je periodični komet z obhodno dobo okoli 6,4 let.
 Komet pripada Jupitrovi družini kometov.

## Odkritje
Komet je 6. januarja 1978 odkril švicarski astronom Paul Wild na Astronomskem inštitutu v Bernu v Švici.

## Lastnosti
Verjamejo, da je imel Wild 2 večino življenja oddaljeno in krožno tirnico. Leta 1974 je letel blizu Jupitra (na oddaljenosti samo 0,006 a.e.) in njegov gravitacijski privlak mu je spremenil tirnico ter ga potegnil v notranji del Osončja. Obhodni čas se mu je tako skrajšal s 40 na 6 let, njegov perihelij pa je zdaj 1,59 a.e.
Po meritvah, ki jih je opravila sonda Stardust, ima telo obliko troosnega elipsoida s polosmi 1,65 x 2,00 x 2,75 km. Najkrajša os je rotacijska os.
Ob odkritju je Wild ocenil magnitudo kometa na vrednost med 13,5 in 14,0.

Komet so po odkritju opazovali vsako leto.

## Stardust
Komet je bil cilj Nasine odprave Stardust, katere cilj je bil zbiranje vzorcev kometovega repa. Sonda je bila izstreljena 7. februarja 1999, mimo kometa je letela 2. januarja 2004. Sonda je med poletom pobrala vzorce iz kometove kome. Vzorci so bili poslani na Zemljo leta 2006. Med mimoletom je posnela tudi kometovo površino. Na posnetkih se vidi, da je površina kometa razbrazdana in polna nizkih ravninskih delov, ki so verjetno posledica udarcev na komet padlih nebesnih teles ali pa izhajanja plinov iz površine.
Posoda z vzorci je pristala na Zemlji 15. januarja 2006. Znanstveniki so analizirali ujete delce, odstranili posamezna zrna medzvezdnega pradu in vzorce poslali okoli 150 znanstvenikom.
Zrnca prahu vsebujejo večje število organskih spojin. Vsebujejo tudi biološko uporaben dušik. Alifatski oglikovodiki imajo daljše verige kot so jih našli v medzvezdnem prostoru. Niso našli hidroksidnih silikatov ali kabonatnih mineralov. To pomeni, da na prašne delce ni delovala voda. Našli so kristalne silikate kot so olivin, anortit in diopsid, ki nastajajo samo pri visokih temperaturah.

## Posnetki kometa
- Posnetek kometa med približevanjem
- Izbruhi na kometu
- Površina kometa in imenovane značilnosti na njem